# Tilman Riemenschneider
Tilman Riemenschneider (c. 1460 - 7 de julio de 1531) fue un escultor alemán activo en la ciudad de Wurzburgo desde 1483. Fue en su época uno de los escultores más prolíficos y versátiles del periodo de transición entre el Gótico tardío y el comienzo del Renacimiento, y un auténtico maestro en la escultura de materiales tales como la piedra y la madera. Su figura artística ha sido equiparada a la de Durero.

## Trayectoria
Tras formarse en Ulm y Estrasburgo como aprendiz, Tilman Riemenschneider pasó a Wurzburgo en 1483, donde entró en la Hermandad de San Lucas, que agrupaba pintores, escultores y orfebres. Se casó con la rica viuda de un orfebre en 1485, lo que le ayudó en su carrera, en la que destacaba ya: enseguida fue Maestro, y en 1500 era un artista reconocido y con considerables bienes.
En 1504, entró en el concejo municipal de Wurzburgo, en el que permanecerá durante más de una veintena de años. Asimismo ocupará el cargo de alcalde entre 1520 y 1521, que perdió tras haber apoyado a los sublevados contra los príncipes, en la revuelta de los campesinos contra ellos. Hubo unas 8000 víctimas en Wurzburgo, como consecuencia de ese levantamiento. El escultor se retiró del todo luego hasta su muerte, en 1531.

## Arte
Las esculturas y trabajos de madera de Tilman Riemenschneider están dentro del estilo Gótico tardío, aunque su trabajo más tardío presenta algunas características propias del Manierismo. Su trabajo destacó por la expresividad que muestran las caras de sus esculturas (a menudo de mirada introspectiva, sobre todo en los retratos) y por el rico detalle en la representación de las vestimentas, dotadas de movidos y muy trabajados pliegues.
El énfasis en la expresión humana dejó una clara influencia en sus inmediatos seguidores. Algunos críticos, como Souren Melikian, señalan como su mejor obra La Anunciación de la Virgen y la sitúan a la misma altura que las de Alberto Durero. El crítico de arte Kenneth Clark ve a las figuras de Riemenscheider una muestra seria de piedad en la escultura alemana de la época, que llegó a influir en los escultores que le siguieron. Entre sus sucesores y/o alumnos figuran Peter Breuer y Philipp Koch.

## Obras más importantes

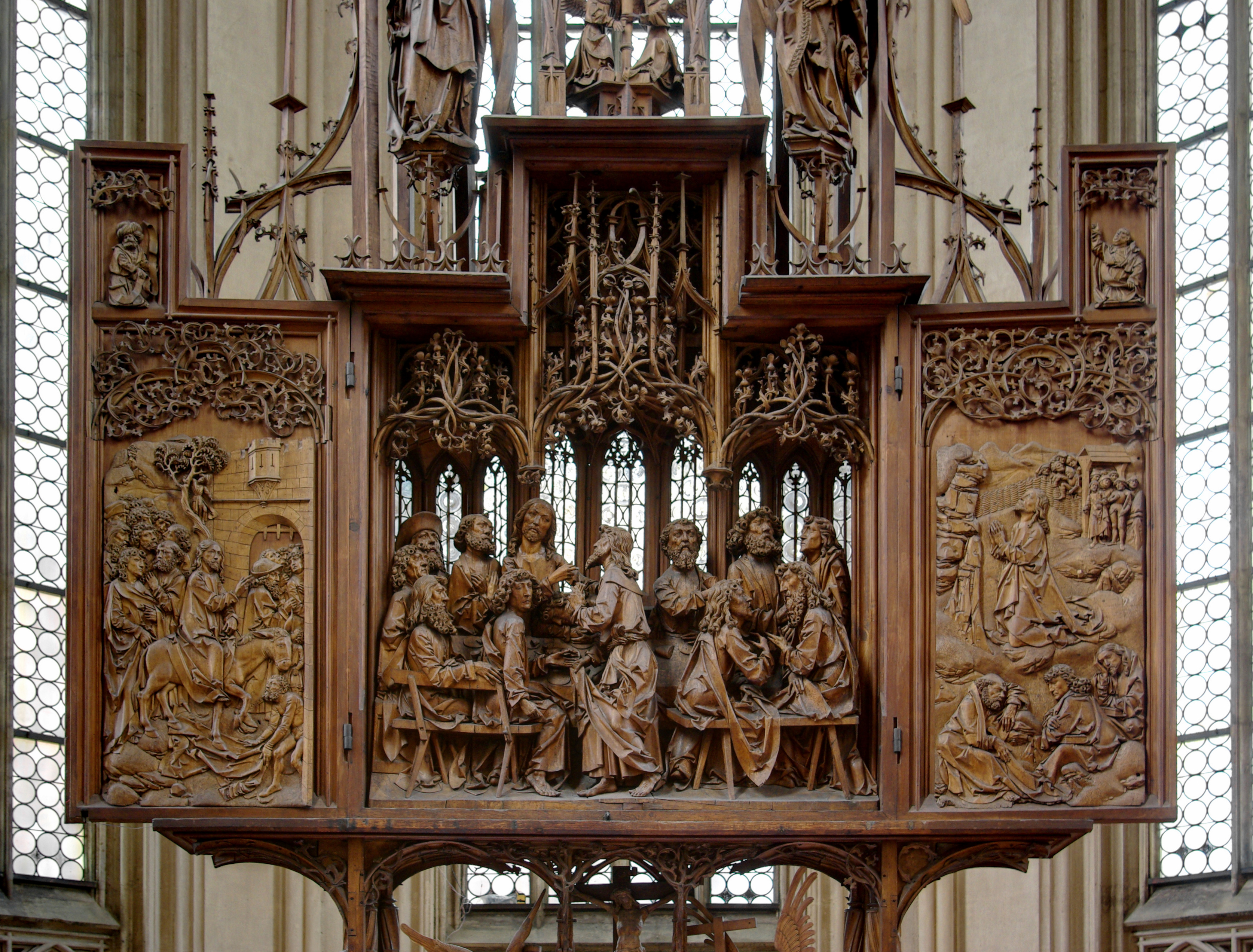
Altar de la Sagrada Sangre por Tilman Riemenschneider en Rothenburg ob der Tauber.

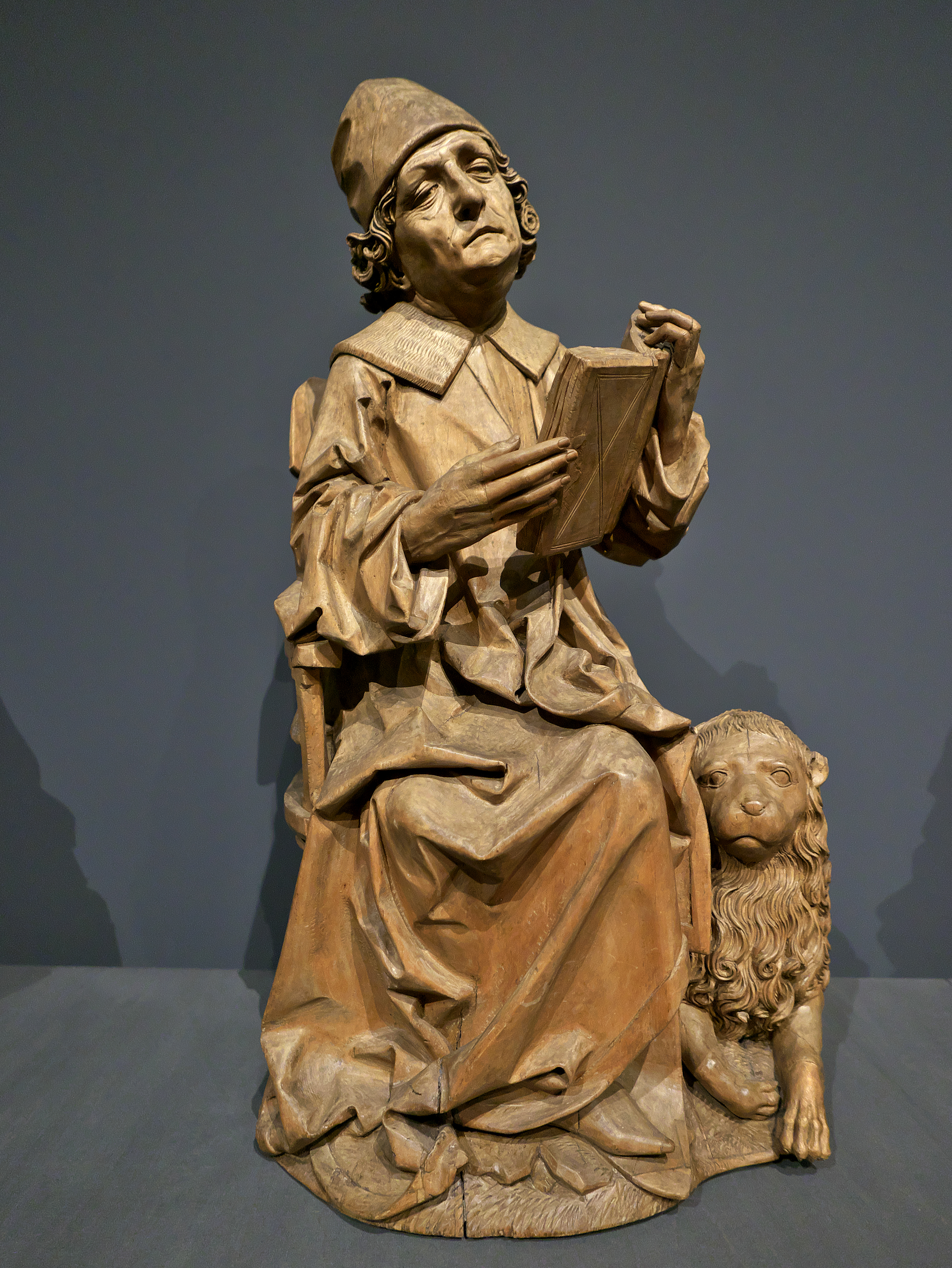
Bode Museum. Retablo de St. Maria Magdalena (Münnerstadt)

La mayor parte de su obra, que consiste en 81 piezas, puede encontrarse en el "Mainfränkisches Museum" en Marienberg de Wurzburgo.
- La Víspera, en la iglesia de Hassenbach, hacia 1490, en madera.
- Altar del adiós a los Apóstoles, en la Iglesia de Todos los Santos, Kleinschwarzenlohe cerca de Núremberg, 1491.
- Pieza de Altar, María Magdalena, en Münnerstadt, 1490/92.
- Adán y Eva, Wurzburgo, Mainfränkisches Museum, 1491/93
- Escultura del Obispo Rudolf von Scherenberg, en la Catedral de Wurzburgo, 1496/99.
- Tumba del Emperador, en la Catedral de Bamberg, 1499/1513.
- Santa Ana y los tres bandidos, en Múnich, Bayerisches Nationalmuseum, 1505/1510, en madera.
- María llorando en Wurzburgo, Mainfränkisches Museum, sobre 1505.
- Altar de María, en Creglingen, sobre 1505/08, en madera.
- Altar de los Apóstoles, Altar de los Padres de Cristo y Altar de la Anunciación, en la iglesia de St. Kilian, Crucifijo, epíteto de Hans von Bibra en la iglesia de San León, Bibra, cerca de Meiningen, sobre 1500, en madera.
- Crucifixión, en la iglesia de San Nicolás de Eisingen, Baviera, 1500-1505.
- Altar de la Sagrada Sangre, en la Iglesia de san Jacobo, Rothenburg ob der Tauber, 1501-1505, en madera.
- Altar de los Apóstoles, en la Iglesia de St. Kilian, en Windsheim, 1509, ahora en el Kurpfälzisches Museum, Heidelberg.
- Altar de la Crucifixión, en la iglesia de Detwang, 1510/13, ahora en el Kurpfälzisches Museum, Heidelberg
- Tumba del Obispo Lorenz von Bibra, en la Catedral de Wurzburgo, 1520/22
- La Virgen del Rosario, en la iglesia de los Peregrinos de Weinbergen, cerca de Volkach, sobre 1521/24.
- La lamentación de Cristo, en la iglesia del convento de Maidbronn, cerca de Wurzburgo, 1525,

## Exposiciones

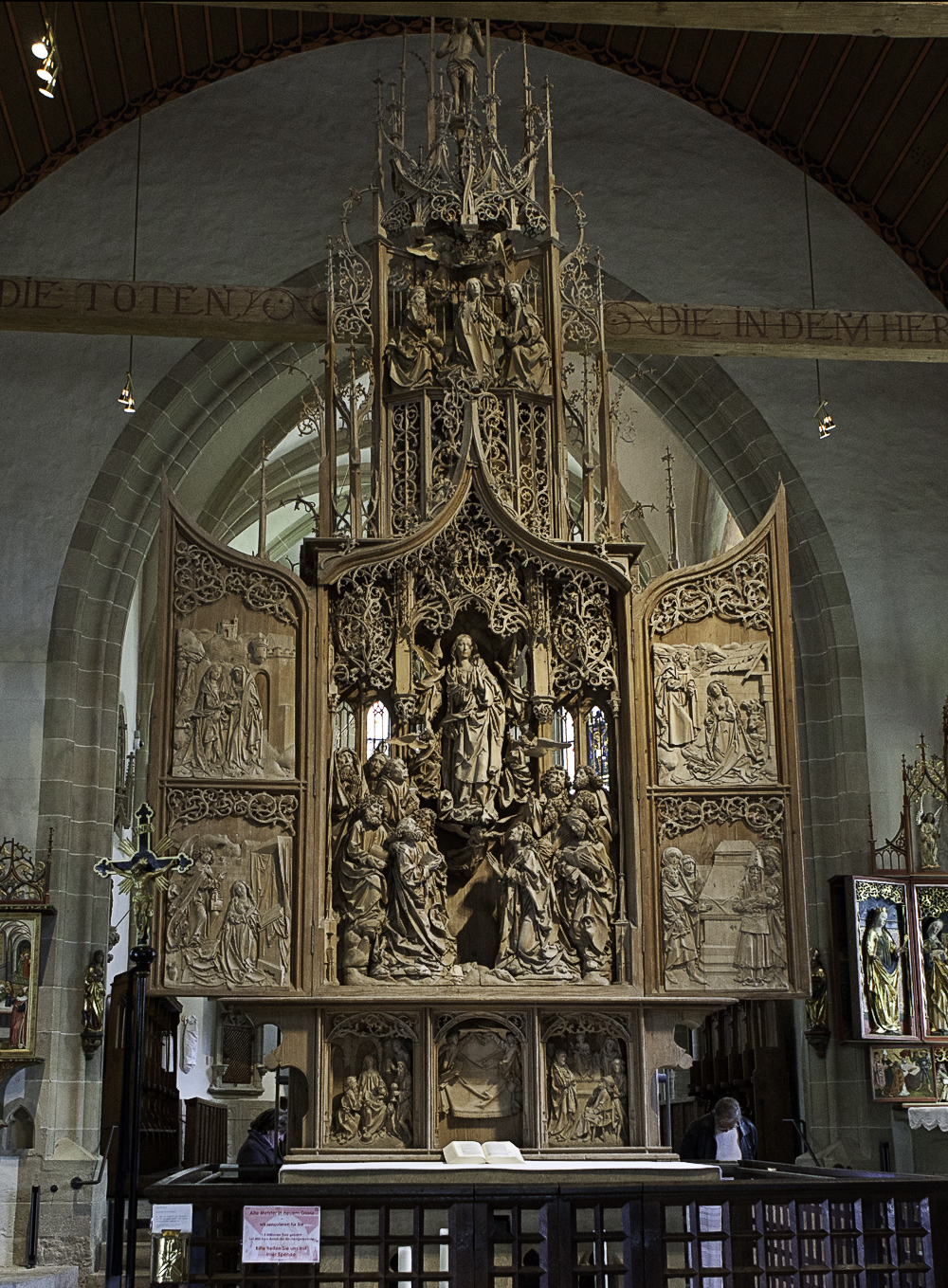
Altar de María en Cregligen

- 1981: Würzburg, Mainfränkisches Museum: Tilman Riemenschneider - Frühe Werke (Trabajo temprano)
- 1999-2000: Washington y Nueva York, Metropolitan Museum of Art: Tilman Riemenschneider. Master Sculpture of the Late Middle Ages.
- 2003: Núremberg, Germanisches Nationalmuseum: Treffpunkt der Meisterwerke. Tilman Riemenschneider zu Gast im Germanischen Nationalmuseum
- 2004: Doppelausstellung (doble exposición sobre tiempo de sangre y tiempo de devoción) en Wurzburgo: Mainfränkisches Museum: Werke seiner Blütezeit y Werke seiner Glaubenswelt
- 2016: Valladolid, Museo Nacional de Escultura, Últimos fuegos góticos, esculturas alemanas del Bode Museum, centrada en Riemenschneider; del 6 de julio al 6 de noviembre de 2016.

## Literatura
El personaje de Goldmundo en la novela Narciso y Goldmundo, de Hermann Hesse, sirve como modelo literario de personajes con referencias históricas; y que esa fuente de inspiración sea la obra de Riemenschneider, es ciertamente revelador de su peso.
Por su parte, el gran escultor fue utilizado por Thomas Mann en un célebre discurso de 1945 en EE. UU. sobre el inmediato pasado alemán, que se remontaba a la historia de su país de origen; tomaba a Riemenschneider como modelo de hombre libre y justo, contraponiéndolo al dogmatismo y vulgaridad de Lutero.
Su vida, además, ha dado pie a dos novelas:
- Karl Heinrich Stein: Tilman Riemenschneider im deutschen Bauernkrieg. Geschichte einer geistigen Haltung, Viena, 1937, Zúrich 1944 y 1953.
- Tilman Röhrig: Riemenschneider. Historischer Roman, Piper, Múnich, 2007.

Además, es mencionado en la novela Anna Thalberg (2021) del escritor mexicano Eduardo Sangarcía.